# Паєніер (Айова)
Паєніер (англ. Pioneer) — місто (англ. city) в США, в окрузі Гумбольдт штату Айова. Населення — 4 особи (2020).

## Географія
Паєніер розташований за координатами 42°39′13″ пн. ш. 94°23′27″ зх. д. / 42.65361° пн. ш. 94.39083° зх. д. (42.653525, -94.390892).  За даними Бюро перепису населення США в 2010 році місто мало площу 0,16 км², уся площа — суходіл.

## Демографія
Згідно з переписом 2010 року, у місті мешкали 23 особи в 8 домогосподарствах у складі 6 родин. Густота населення становила 140 осіб/км².  Було 9 помешкань (55/км²).
Расовий склад населення:
| - 95,7 % — білих - 4,3 % — чорних або афроамериканців |

До двох чи більше рас належало 0,0 %. Частка іспаномовних становила 0,0 % від усіх жителів.
За віковим діапазоном населення розподілялося таким чином: 26,1 % — особи молодші 18 років, 56,5 % — особи у віці 18—64 років, 17,4 % — особи у віці 65 років та старші. Медіана віку мешканця становила 38,5 року. На 100 осіб жіночої статі у місті припадало 130,0 чоловіків;  на 100 жінок у віці від 18 років та старших — 142,9 чоловіків також старших 18 років.
Цивільне працевлаштоване населення становило 2 особи. Основні галузі зайнятості: науковці, спеціалісти, менеджери — 100,0 %.